# Valentine Pelka
Valentine Pelka est un acteur britannique né le 23 février 1956 à Dewsbury en Angleterre.

## Filmographie

### Cinéma
- 1985 : King David : Shammah
- 1986 : Nanou : Jacques
- 1988 : Remando al viento de Gonzalo Suárez : Percy Bysshe Shelley
- 1995 : Lancelot, le premier chevalier de Jerry Zucker : Sir Patrise
- 1998 : What Rats Won't Do : Graham
- 2000 : Sabotage : le hussard prussien
- 2002 : Le Pianiste : le mari de Dorota
- 2003 : Sous le soleil de Toscane : Jerzy
- 2005 : 8 mm 2 : Perversions fatales : Gorman Bellec
- 2009 : Double Identity : Murdoch
- 2012 : 111 : Maharba Denmadi
- 2012 : Defining Fay : Byers
- 2013 : I Spit on Your Grave 2 : Père Dimov

### Télévision
- 1984 : Pope John Paul II : Boguslaw Banas
- 1986 : Les Diamants de la vengeance : Gino (1 épisode)
- 1986 : Robin of Sherwood : Sarak (1 épisode)
- 1987 : Great Performances : Père Herrera (1 épisode)
- 1987 : Guillaume Tell : Roland (6 épisodes)
- 1989 : A Quiet Conspiracy : Dr Michel Loriol (2 épisodes)
- 1990 : Les Nouvelles Aventures de Zorro : Leonardo Montez (1 épisode)
- 1990 : Casualty : Stuart (1 épisode)
- 1991 : The Bill : Graham Woodward (1 épisode)
- 1992 : Bookmark : l'étranger (1 épisode)
- 1994 : Médecins de l'ordinaire : Michael Massey (1 épisode)
- 1995 : The Plant : Max
- 1995 : Cadfael : Richard Boterel (1 épisode)
- 1996 : In Suspicious Circumstances : Robert Dudley (1 épisode)
- 1997 : Ivanhoé : Maurice de Bracy (4 épisodes)
- 1997-1998 : Highlander : Kronos, Ahriman et Koren (5 épisodes)
- 1999 : L'Immortelle : Andre Korda (2 épisodes)
- 1999 : Bugs : Vaizey (1 épisode)
- 2000 : Life Force : Richard Webber
- 2000-2001 : Tessa à la pointe de l'épée : Colonel Luis Montoya (22 épisodes)
- 2003 : Suspect numéro 1 : le commandant du SO19
- 2004 : Les Arnaqueurs VIP : le propriétaire du magasin d'antiquités (1 épisodes)
- 2004 : Face au mensonge : Alex
- 2005 : Egypt : Pierre Lacau (2 épisodes)
- 2006 : Ultimate Force : Bundarczuk (1 épisodes)
- 2007-2009 : M.I. High : le diplomate français (2 épisodes)
- 2010 : Doctors : Laurence Metcalfe (1 épisode)
- 2010 : Inspecteur Frost : Sam Crague (1 épisode)
- 2011 : Come Fly with Me : l'ambassadeur polonais (1 épisode)